# Перед дождём (фильм)
«Перед дождём» (англ. Before the Rain) — художественный фильм на тему трагической войны в Югославии в начале 1990-х годов. Гран-при «Золотой лев» Венецианского кинофестиваля.
В соответствии с системой возрастной классификации кинопоказа в России лента имеет категорию «Фильм разрешён для показа зрителям, достигшим 16 лет».

## Сюжет
Трагическая история о несчастных влюблённых на фоне политической нестабильности в Македонии и современного Лондона. Три любовные истории переплетаются, создавая портрет современной Европы.
Когда таинственное происшествие в горах Македонии влияет на людей и события за пределами региона, возникает угроза начала гражданской войны. Это событие сводит вместе молчаливого молодого монаха, лондонского редактора и разочаровавшегося в жизни военного фотографа. Фильм, состоящий из трёх частей и объединённый персонажами и событиями, «Перед дождём» исследует бескомпромиссную природу войны, которая разрушает жизни ничего не подозревающих людей и вынуждает невиновных принимать чью-либо сторону.
В картине автором использованы в качестве языков общения между персонажами македонский, английский и албанский языки. Всё это дополнено сценами православного и католического богослужения на  старославянском и латинском.

## В ролях
- Петар Мирчевский — Здраве
- Катрин Картлидж — Анна
- Раде Шербеджия — Александр
- Лабина Митевская — Замира
- Джей Вийерс —  Ник
- Филлида Ло — мать Анны

## Призы и награды
Фильм отмечен многочисленными наградами на Венецианском кинофестивале (Гран-при «Золотой лев», приз зрительских симпатий, награды ФИПРЕССИ и ЮНИСЕФ и премия за лучшую мужскую роль — Раде Шербеджия) и был номинирован на «Оскара» как лучший иноязычный фильм, но уступил «Утомлённым солнцем»).